# Aubermesnil-Beaumais
Aubermesnil-Beaumais est une commune française située dans le département de la Seine-Maritime en région Normandie.

## Géographie

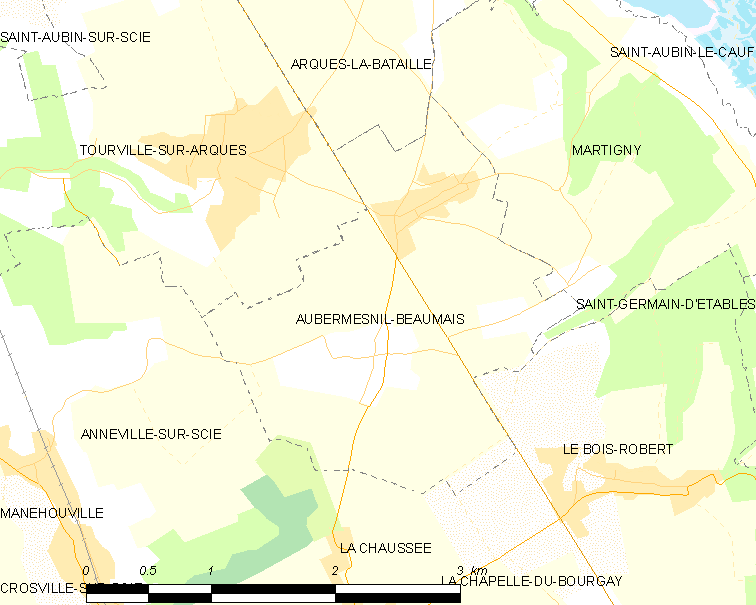
Carte de la commune.

Commune du pays de Caux située dans le canton de Dieppe-1.

### Hydrographie
La commune est située dans le bassin Seine-Normandie. Elle n'est drainée par aucun cours d'eau.

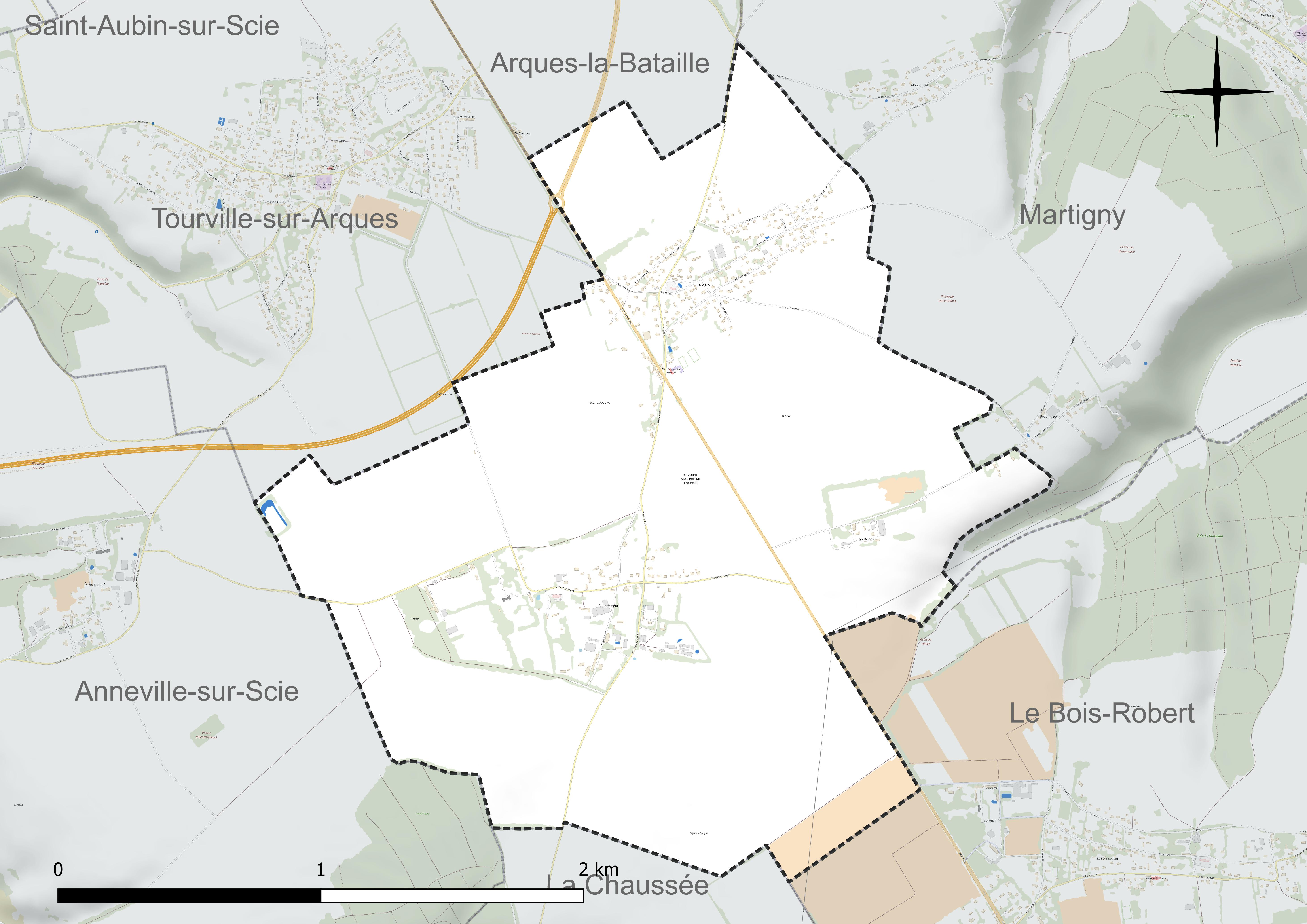
Réseau hydrographique d'Aubermesnil-Beaumais.

### Climat
Pour des articles plus généraux, voir Climat de la Normandie et Climat de la Seine-Maritime.
En 2010, le climat de la commune est de type climat océanique franc, selon une étude du CNRS s'appuyant sur une série de données couvrant la période 1971-2000. En 2020, Météo-France publie une typologie des climats de la France métropolitaine dans laquelle la commune est exposée à un climat océanique et est dans la région climatique Côtes de la Manche orientale, caractérisée par un faible ensoleillement (1 550 h/an) ; forte humidité de l’air (plus de 20 h/jour avec humidité relative > 80 % en hiver), vents forts fréquents. Parallèlement le GIEC normand, un groupe régional d’experts sur le climat, différencie quant à lui, dans une étude de 2020, trois grands types de climats pour la région Normandie, nuancés à une échelle plus fine par les facteurs géographiques locaux. La commune est, selon ce zonage, exposée à un « climat maritime », correspondant au Pays de Caux, frais, humide et pluvieux, légèrement plus frais que dans le Cotentin.
Pour la période 1971-2000, la température annuelle moyenne est de 10,3 °C, avec une amplitude thermique annuelle de 13,3 °C. Le cumul annuel moyen de précipitations est de 882 mm, avec 12,9 jours de précipitations en janvier et 8,6 jours en juillet. Pour la période 1991-2020, la température moyenne annuelle observée sur la station météorologique la plus proche, située sur la commune de Dieppe à 8 km à vol d'oiseau, est de 11,3 °C et le cumul annuel moyen de précipitations est de 805,2 mm,. Pour l'avenir, les paramètres climatiques de la commune estimés pour 2050 selon différents scénarios d’émission de gaz à effet de serre sont consultables sur un site dédié publié par Météo-France en novembre 2022.

## Urbanisme

### Typologie
Au 1er janvier 2024, Aubermesnil-Beaumais est catégorisée commune rurale à habitat dispersé, selon la nouvelle grille communale de densité à sept niveaux définie par l'Insee en 2022.
Elle est située hors unité urbaine. Par ailleurs la commune fait partie de l'aire d'attraction de Dieppe, dont elle est une commune de la couronne,. Cette aire, qui regroupe 62 communes, est catégorisée dans les aires de 50 000 à moins de 200 000 habitants,.

### Occupation des sols
L'occupation des sols de la commune, telle qu'elle ressort de la base de données européenne d’occupation biophysique des sols Corine Land Cover (CLC), est marquée par l'importance des territoires agricoles (94,6 % en 2018), une proportion sensiblement équivalente à celle de 1990 (94,7 %). La répartition détaillée en 2018 est la suivante : 
terres arables (77,3 %), zones agricoles hétérogènes (10,7 %), zones urbanisées (5,3 %), prairies (4,5 %), cultures permanentes (2,1 %), forêts (0,1 %). L'évolution de l’occupation des sols de la commune et de ses infrastructures peut être observée sur les différentes représentations cartographiques du territoire : la carte de Cassini (XVIIIe siècle), la carte d'état-major (1820-1866) et les cartes ou photos aériennes de l'IGN pour la période actuelle (1950 à aujourd'hui).

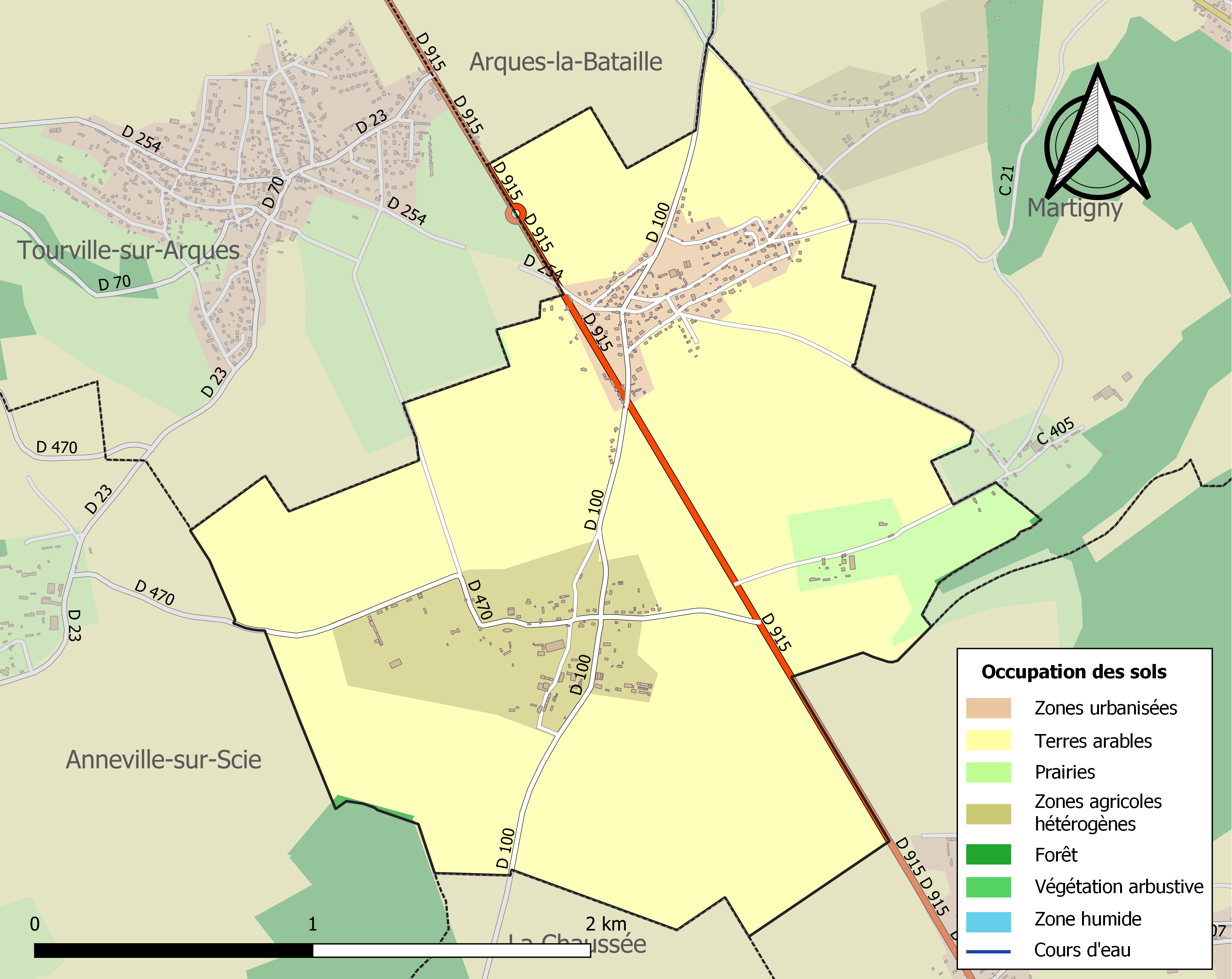
Carte des infrastructures et de l'occupation des sols de la commune en 2018 (CLC).

## Toponymie
Aubermesnil : est attesté sous les formes de Osberni Maisnil vers 1040 et 1066; Osbermmesnil en 1172, 1173 et 1189; Ecclesia de Oberti Meisnillo vers 1240; de Oubert Maisnil fin du XIIe siècle; de Osbertomaisnil en 1218; de Oberti Mesnilio en 1248; Aubermesnillum(variante Aubermesnil) en 1337, Aubermesnil en 1433; Aubertmesnil en 1451; Sanctus Petrus de Aubermesnillo en 1465; Saint Paul d'Aubermesnil entre 1639 et 1747; Saint Paul d'Aubermesnil en 1715; Obermesnil sur Arques en 1740; Aubermesnil en 1715 (Frémont) et en 1757 (Cassini).
Beaumais : est attesté sous les formes Ecclesia de Belmeis vers 1240; Ecclesia de Beaumes en 1294; Beaumoys en 1401; Beaumes entre 1433 et 1450; paroisse de Beaumez en 1492; Saint-Laurent de Beaumais en 1740; Beaumais en 1715 (Frémont) et en 1757 (Cassini).

Le français beau, déjà utilisé au Moyen Âge, a la valeur de son sens actuel. La substantif més, issu du latin mansus, désignait une maison ou une exploitation rurale,.

## Histoire
Aubermesnil et Beaumais fusionnent en 1824.

## Politique et administration
| Période                                  | Période                    | Identité             | Étiquette | Qualité                                      |
| ---------------------------------------- | -------------------------- | -------------------- | --------- | -------------------------------------------- |
| Les données manquantes sont à compléter. |                            |                      |           |                                              |
| mars 1989                                | 2014                       | Louis Voisin         |           |                                              |
| 2014                                     | En cours (au 10 août 2020) | Isabelle Dubufresnil | SE        | Commerçante Réélue pour le mandat 2020-2026, |

## Démographie
L'évolution du nombre d'habitants est connue à travers les recensements de la population effectués dans la commune depuis 1793. Pour les communes de moins de 10 000 habitants, une enquête de recensement portant sur toute la population est réalisée tous les cinq ans, les populations de référence des années intermédiaires étant quant à elles estimées par interpolation ou extrapolation. Pour la commune, le premier recensement exhaustif entrant dans le cadre du nouveau dispositif a été réalisé en 2004.

En 2022, la commune comptait 524 habitants, en évolution de +16,19 % par rapport à 2016 (Seine-Maritime : +0,35 %, France hors Mayotte : +2,11 %).
| 1793 | 1800 | 1806 | 1821 | 1831 | 1836 | 1841 | 1846 | 1851 |
| ---- | ---- | ---- | ---- | ---- | ---- | ---- | ---- | ---- |
| 117  | 95   | 95   | 113  | 273  | 295  | 304  | 267  | 316  |

| 1856 | 1861 | 1866 | 1872 | 1876 | 1881 | 1886 | 1891 | 1896 |
| ---- | ---- | ---- | ---- | ---- | ---- | ---- | ---- | ---- |
| 303  | 292  | 303  | 261  | 284  | 300  | 243  | 256  | 257  |

| 1901 | 1906 | 1911 | 1921 | 1926 | 1931 | 1936 | 1946 | 1954 |
| ---- | ---- | ---- | ---- | ---- | ---- | ---- | ---- | ---- |
| 258  | 261  | 261  | 261  | 271  | 266  | 237  | 250  | 261  |

| 1962 | 1968 | 1975 | 1982 | 1990 | 1999 | 2004 | 2006 | 2009 |
| ---- | ---- | ---- | ---- | ---- | ---- | ---- | ---- | ---- |
| 276  | 311  | 313  | 332  | 408  | 457  | 429  | 441  | 465  |

| 2014 | 2019 | 2022 | - | - | - | - | - | - |
| ---- | ---- | ---- | - | - | - | - | - | - |
| 458  | 503  | 524  | - | - | - | - | - | - |

## Culture locale et patrimoine

### Lieux et monuments

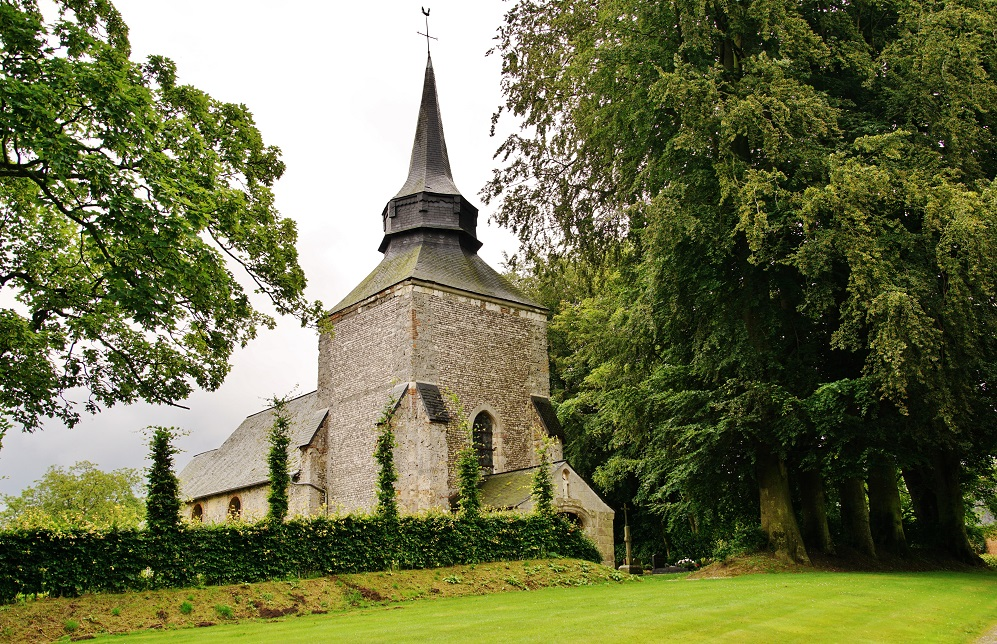
Église Saint-Paul-d'Aubermesnil.

- Église Saint-Paul-d'Aubermesnil. De style roman, l'édifice conserve un clocher du XIIe siècle placé sur le portail d'entrée.
- Église Saint-Laurent-de-Beaumais.

### Personnalités liées à la commune
- Stanislas Lemoyne d'Aubermesnil (1792-1855), député, conseiller général.